# ایران در پارالمپیک زمستانی ۱۹۹۸
ایران در بازی‌های پارالمپیک زمستانی ۱۹۹۸ که در ناگانو ژاپن برگزار شد با دو ورزشکار در یک رشته ورزشی شرکت نمود و موفق به کسب مدالی نشد.

## رشته‌ها و تعداد شرکت‌کنندگان
| رشته ورزشی  | مردان | زنان | مجموع |
| ----------- | ----- | ---- | ----- |
| اسکی آلپاین | ۲     |      | ۲     |
| مجموع       | ۲     | ۰    | ۲     |

## نتایج با رویداد

### اسکی آلپاین
مردان
| ورزشکار         | رویداد          | زمان واقعی | نتیجه      | رتبه‌بندی   |
| --------------- | --------------- | ---------- | ---------- | ---------- |
| رمضان علی‌جیرودی | مارپیچ کوچک LW2 | راه نیافت. | راه نیافت. | راه نیافت. |
| رمضان علی‌جیرودی | مارپیچ بزرگ LW2 | راه نیافت. | راه نیافت. | راه نیافت. |
| رمضان علی‌جیرودی | مارپیچ سرعت LW2 | ۱:۴۹٫۳۲    | ۱:۴۰٫۰۴    | ۲۶         |
| صادق کلهر       | مارپیچ کوچک LW2 | راه نیافت. | راه نیافت. | راه نیافت. |
| صادق کلهر       | مارپیچ بزرگ LW2 | راه نیافت. | راه نیافت. | راه نیافت. |
| صادق کلهر       | مارپیچ سرعت LW2 | ۱:۳۳٫۳۶    | ۱:۲۵٫۴۳    | ۲۰         |